# Svart krabba
Svart krabba är en roman av Jerker Virdborg från 2002, hans debutroman, men inte hans debut. Året innan kom novellsamlingen Landhöjning två centimeter per natt.
Svart krabba har översatts till ett flertal språk, däriband litauiska, polska och nederländska och belönats med litteraturpris från tidningen Vi. Dessutom nominerades den till Sveriges Radios Romanpris 2003.
Boken har filmatiserats i regi av Adam Berg. Filmen hade premiär på Netflix 18 mars 2022. Den manliga huvudpersonen från boken är kvinna här och spelas av Noomi Rapace.

## Handling
Boken utspelar sig mitt under brinnande krig i ett nordligt fiktivt land. Karl Edh kallas till basen i orten Tessenøy för att genomföra ett viktigt uppdrag som kallas Svart krabba. De fyra soldater som delar uppgiften ger sig ut på de mörka stora isarna, osäkra på vad de gör, varför de gör det, vem de kan lita på och om de levande kommer att uppleva nästa gryning. Boken har en nerv, men spänningsmomenten är inte bokens centralpunkt. Istället är Virdborgs tematik och utgångspunkter: tillit och mänsklighet, det som står i centrum. 

## Kritikermottagande
Den samlade kritikerkåren var övervägande positiv till boken. Eva Johansson skrev i Svenska Dagbladet (19 augusti 2002) att Svart krabba är "överraskande fri från trender och litterära moden", med resultat i "upplivande otidsenligt, både vad gäller stil och innehåll". Hon reserverade sig dock genom att kritisera boken för att vara seg. Dagens Nyheters Jonas Thente (19 augusti 2002) riktade bland annat in sig på ett nyckelcitat ur boken: "'Du kan inte se det om du står mitt i det', säger en av soldaterna mot slutet av romanen, 'du kan nog inte ens upptäcka att det existerar om du inte ser till att ta dig bort från det.' Man har hört det förut, visst. Men Jerker Virdborg ger insikten en alldeles ny, kamouflagefärgad, kostym".  